# Église catholique en Irak
L'Église catholique en Irak (en arabe : الكنيسة الكاثوليكية في العراق, translittéré : alkanisat alkathulikiat fi aleiraq), désigne l'organisme institutionnel et sa communauté locale ayant pour religion le catholicisme en Irak.
L'Église catholique en Irak appartient à 17 circonscriptions ecclésiastiques qui ne sont pas soumises à une juridiction nationale au sein d'une Église nationale mais sont soumises à la juridiction universelle du pape, évêque de Rome, au sein de l'« Église universelle ».
En étroite communion avec le Saint-Siège, les évêques des juridictions en Irak sont membres de deux instances de concertation :
- l'Assemblée des évêques catholiques d'Irak;
- La Conférence des évêques latins dans les régions arabes.

L'Église catholique est autorisée en Irak.
L'Église catholique est une communauté religieuse minoritaire de ce pays.

## Législation en matière religieuse
- Pays membre de l'Organisation de la coopération islamique où la charia ne joue pas un rôle dans le système judiciaire
- Pays où la charia s'applique aux questions de statut personnel (mariage, divorce, héritage et autorité parentale)
- Pays où la charia s'applique intégralement, aussi bien aux questions de statut personnel qu'aux procédures pénales
- Pays avec des variations régionales dans l'application de la charia

Sept articles de la Constitution de l'Irak autorisent la liberté de religion et donc l'Église catholique  :
- L'article 2 stipule que « la Constitution garantit pleinement les droits religieux à la liberté de croyance et de culte religieux de tous les individus comme les Chrétiens » ;
- L'article 3 stipule que « l'Irak est un pays aux multiples religions et confessions » ;
- L'article 10 stipule que « l'État s'engage à garantir la libre pratique des rituels » ;
- L'article 14 stipule que « les Irakiens sont égaux devant la loi, sans discrimination fondée sur  la religion » ;
- L'article 41 stipule que « les Irakiens sont libres de leur engagement en faveur du statut personnel conforme à leur religion » ;
- L'article 42 stipule que « chacun dispose de la liberté de croyance » ;
- L'article 43 stipule que « les adeptes de toutes les religions et confessions sont libres ».

- États islamiques déclarés.
- Religion d'État islamique affirmée.
- États se déclarant laïcs.
- États non-déclarés.

Cependant deux articles font de l'Irak non pas un État séculier comme était le régime précédent aux institutions laïcs, mais un État religieux avec l’islam pour religion d'État et une législation qui prend sa source dans la charia :
- L'article 2 :
  - « 1. L'Islam est la religion officielle de l'État et une source fondamentale de la législation. » ;
  - « a) Aucune loi ne peut être promulguée si elle est contraire aux principes établis de l'Islam. » ;
  - « 2. La Constitution garantit l'identité islamique de la majorité du peuple irakien » ;

- L'article 3 stipule que « l'Irak est membre fondateur et actif de la Ligue arabe ; il applique sa charte, et il fait partie du monde islamique » ;
- Sa devise nationale est « Allahu Akbar » (Dieu est  le plus Grand).

- Peine de mort
- Prison, perte de la garde des enfants
- Conversion illégale et criminelle

Contrairement au Coran, les hadiths (propos attribués à Mahomet et rapportés par divers témoins) interdisent l'apostasie sous peine de mort. Les lois et règlements d’engagement personnel empêchent donc la conversion d'un musulman au christianisme.
Le prosélytisme d'une religion autre que l'islam n'est pas autorisé même si aucune loi n'interdit expressément le prosélytisme .
L’article 372 du Code pénal irakien de 1969 ordonne que toute personne qui insulte publiquement un symbole ou une personne qui est un objet de culte peut être punie d’emprisonnement.
Les non-musulmans ne sont pas soumis à la charia mais à la loi religieuse de la communauté à laquelle le citoyen appartient. La Constitution garantit aux citoyens le droit de choisir à quel tribunal (civil ou religieux) ils souhaitent attribuer ses affaires de statut personnel, telles que le mariage, le divorce, la garde des enfants et l’héritage.
La Loi du Statut personnel de 1959 spécifie que le tribunal civil doit consulter l’autorité religieuse compétente d’un non-musulman pour connaître son opinion.
La loi irakienne autorise le mariage civil. Une femme musulmane ne peut pas épouser un chrétien (sourate n°2, verset n°221). Le tribunal catholique n'autorise pas le divorce qui peut cependant être annulé. Sinon, les époux se convertissent à l'Islam ou à une autre confession chrétienne autorisant le divorce.
Sur les 328 sièges du Conseil des représentants, la loi réserve cinq sièges pour les chrétiens (Bagdad, Ninive, Kirkouk, Erbil et Dohouk). En 2009, les sièges chrétiens sont de trois  (Bagdad, Mossoul et Bassora).

## Catholicisme
L'Église catholique utilise cinq rites liturgiques en Irak :
- Le rite romain, utilisé par le vicariat patriarcal de Bagdad du patriarcat latin de Jérusalem de l'Église latine ;
- Le rite oriental, utilisé par quatre Églises catholiques orientales ;
  - Le rite melkite de l'Église grecque-catholique melkite ;
  - Le rite chaldéen de l'Église catholique chaldéenne ;
  - Le rite arménien de l'Église catholique arménienne ;
  - Le rite syriaque occidental de l'Église catholique syriaque.

## Histoire

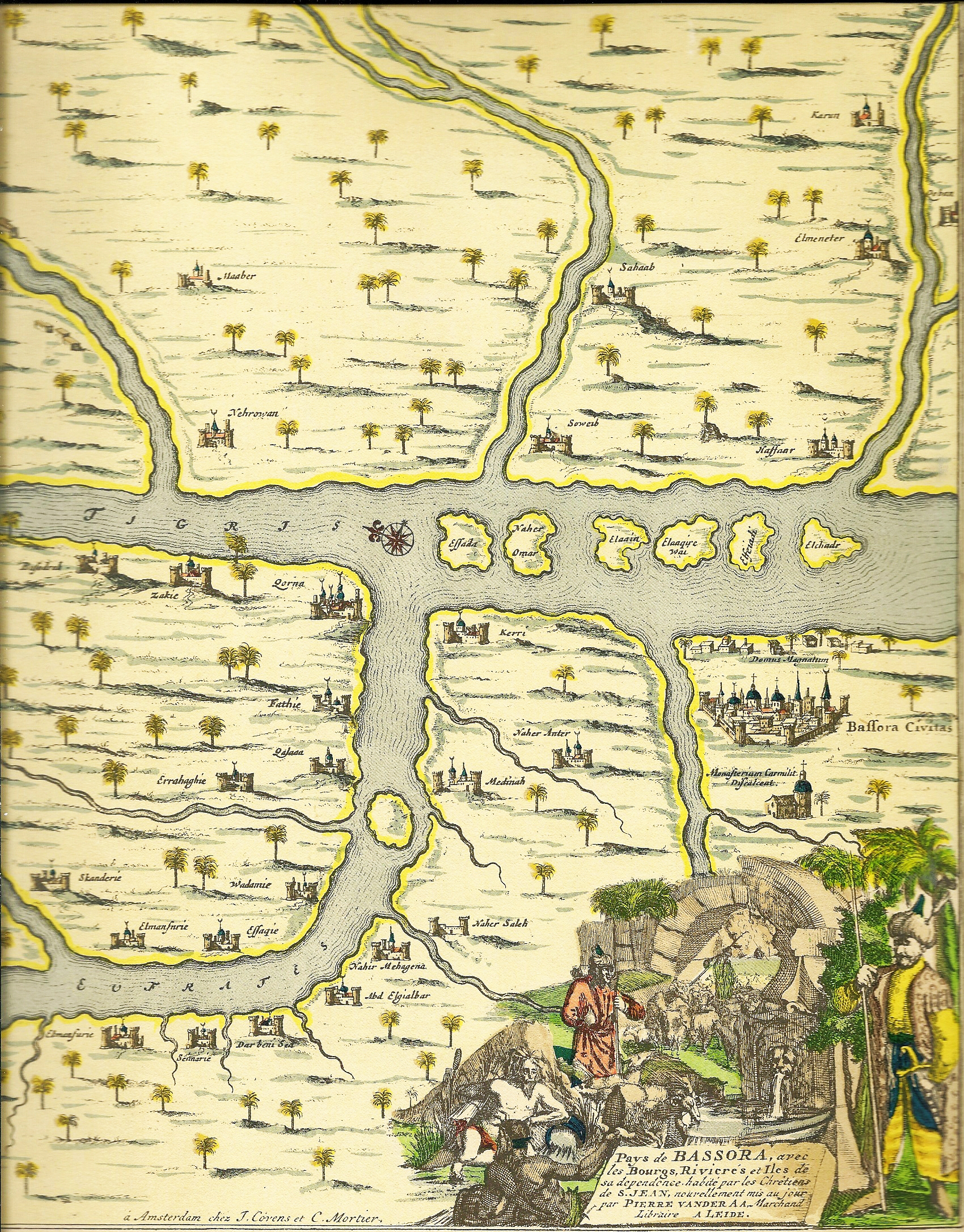
Au commencement du XVIIe siècle, Emir Afrasiyab de Basra entrait en affaires avec les Portugais et alors ceux-ci établirent un comptoir dans la ville et eurent même la permission d’édifier une église

Le christianisme a été introduit en Irak au Ier siècle par l'apôtre Thomas et Mar Addai (Thaddée d'Édesse) et ses élèves Aggai et saint-Mari.
Au commencement du XVIIe siècle, l'Émir Afrasiyab de Basra entrait en affaires avec les Portugais et alors ceux-ci établirent un comptoir dans la ville et eurent même la permission d’édifier une église.

### Sous Saddam Hussein (1979-2003)
Le régime de Saddam Hussein (1979-2003) a porté un coup sévère à la liberté des chrétiens en nationalisant leurs écoles. De plus, les chrétiens étaient discriminés à l'égard des musulmans. Une loi a établi que dans les écoles publiques, on ne pouvait enseigner l'histoire du christianisme que si au moins un quart des élèves étaient chrétiens. Mais la présence d'un étudiant musulman était suffisante pour imposer à chacun l'étude du Coran.
Saddam Hussein avait un catholique chaldéen comme vice-président, Mikhail Yuhanna, connu sous le nom de Tarek Aziz.

### Guerre d'Irak (2003-2006)
La chute en 2003 du régime de Saddam Hussein qui avait favorisé les communautés minoritaires comme les sunnites et les chrétiens au détriment de la majorité chiite, a laissé la place à cette dernière. Chassés du pouvoir, les djihadistes sunnites ont alors poursuivi la guerre d'Irak. 
Ce sont principalement les chiites qui ont persécuté les chrétiens. Les attaques, initialement isolées, se sont transformées en persécution.
En 2004, à l’apogée du conflit à Bagdad entre djihadistes sunnites et chiites, beaucoup de chrétiens ont fui au nord, au Kurdistan irakien. 
En seulement cinq ans (2003-2008), la population chrétienne d'Irak est passée de 800 000 à 450 000 fidèles. 
Plus de 65 églises ont été attaquées ou détruites en une trentaine d'attaques. Ceux qui ont quitté le pays sont allés en Europe ou en Amérique du Nord, ou dans des pays voisins tels que la Jordanie et la Syrie : 
- Le 1er août 2004, six voitures piégées explosent en même temps devant cinq églises chrétiennes, quatre à Bagdad et une à Mossoul faisant 18 morts et une soixantaine de blessés;
- Fin 2004, un groupe armé du PDK a attaqué l'église catholique syriaque  Saint-Jean-Baptiste à Bakhdida, et plusieurs fidèles ont été rassemblés, battus et emmenés[18].
- En janvier 2006, des explosions près de plusieurs églises et de bâtiments chrétiens à Kirkouk et à Bagdad font trois morts et neuf blessés.

### État islamique d'Irak et du Levant (2006-2014)
- En 2007, à Dora, quartier à majorité chrétienne à 10 kilomètres au sud-ouest de Bagdad, des djihadistes sunnites qui ont instauré un prétendu “État islamique en Irak”, prélève la jiziya (impôt des infidèles), qui s'élève jusqu'à 200 dollars par an[19];

- Certaines familles chrétiennes sont contraintes de donner une de leurs filles en mariage à un musulman pour rester;

- Une fatwa interdit de porter la croix au cou. Quant aux églises, c’est à coups de grenades qu’elles ont été contraintes d’ôter les croix de leurs coupoles et de leurs façades;

- À la mi-mai 2007, l’église assyrienne de Saint-Georges a été incendiée.
- En juin 2007, le curé de la paroisse Ragheed Aziz Ghanni est attaqué à Mossoul, le prêtre et les trois sous-diacres qui l'accompagnent sont tués;
- En janvier 2008, l'église chaldéenne de Saint-Paul à Mossoul est presque détruite par une explosion;  Le couvent des religieuses dominicaines "Jadida" est également touchés. Trois jours plus tard, une voiture piégée explose contre la cathédrale chaldéenne du Sacré-Cœur;
- En février 2008, l'archevêque chaldéen de Mossoul, Paulos Faraj Rahho, est enlevé, son corps sera retrouvé quelques jours plus tard. Dans les mois qui ont suivi, 15 000 chrétiens se sont enfuies au Liban, en Syrie ou en Turquie[20].
- Entre 2003 et 2009, 710 chrétiens ont été assassinés[21]. Le séminaire de Bagdad et la faculté de théologie de la capitale ont déménagé à Ankawa, près d'Erbil.

- Le 31 octobre 2010, la veille de la Toussaint, 42 personnes ont été tuées sur le coup (au total 68) et 60 autres blessées dans la cathédrale syriaque catholique du Perpétuel-Secours de Bagdad[22]. Les deux prêtres ont été tués (voir : Attentat de la cathédrale de Bagdad). L'attentat provoquera la création de l'association Fraternité en Irak, dont la création est actée l'année suivante, en 2011[23]. Dans les semaines qui ont suivi, quarante des soixante-cinq églises de la capitale ont été également touchées au moins une fois.

### État islamique (2014-2017)
De 2014 à 2017, les djihadistes sunnites ont contrôlé une partie de l'Irak appelé l'État islamique : 
- En juin 2014, les djihadistes sunnites occupèrent les zones denses en chrétiens, Mossoul comme les plaines de Ninive – jadis la région d’Irak avec le plus haut pourcentage de non-musulmans. A Mossoul, les djihadistes sunnites ordonnèrent aux chrétiens de quitter la ville sous peine d'être tué, à moins qu’ils ne se convertissent à l’islam ou payent la jizya (taxe de dhimmitude)[24]. Les chrétiens ne reçurent plus de nourriture ni eau et leurs maisons furent tagués par un sigle en peinture[25]. À la fin de juillet 2014, environ 3 000 chrétiens ont fui Mossoul[26]. Plus de 120 000 chrétiens ont fui les plaines de Ninive vers le Kurdistan irakien (notamment dans la région d'Erbil) ou bien à l'étranger[27]. Entre août et septembre 2014, le monastère de Saint-Élie de Mossoul est détruit[28]. En novembre 2014, les djihadistes sunnites ont fait sauter une partie du Couvent des Sœurs chaldéennes à Alaraby[29]. En mars 2015, les djihadistes sunnites ont chassé les moines du monastère catholique des Saints Behnam et Sarah qui a été démoli à l’explosif[30],[31]. En mai 2016, les seuls chrétiens restant dans la Mossoul sont soit emprisonnés ou soit handicapés[32],[33]. La ville de Mossoul fut libéré en juillet 2017.
- Du 3 au 15 août 2014, les djihadistes sunnites occupèrent la ville de Sinjar, des catholiques n'eurent pas le temps de fuir et furent prisonniers jusqu'en 2015[34].

- Du 6 au 7 août 2014, les djihadistes sunnites ont attaqué des villages chrétiens dans les plaines de Ninive, dont Qaraqosh, obligeant plus de 120 000 chrétiens à fuir, principalement dans la zone kurde[35].

- Entre 2014 et 2017, à Karamlech, les djihadistes sunnites ont incendié 797 maisons chrétiennes et 97 ont été réduites à néant.
- De 2003 à mars 2015, 1 200 chrétiens ont été tués (dont cinq prêtres et Mgr Paulos Rahho ), 62 églises ont été endommagées et plus de 100 000 réfugiés ont été dépouillés de tous leurs biens[36].
- En juillet 2015, deux chrétiens enlevés à Bagdad ont été exécutés malgré le paiement d'une rançon de 22 000 €[37],[38].
- En décembre 2015, à Kirkouk, les djihadistes sunnites ont détruit plusieurs tombes de deux cimetières chrétiens[39].
- En avril 2016, les djihadistes sunnites ont pulvérisé à la dynamite l’église de la Vierge Miraculeuse appelée aussi ou « du Réveil » à Mossoul[40].

En avril 2016, plusieurs centaines de chrétiens syriens, chaldéens et assyriens, de la région de Nahla, dans la province irakienne nord du Dohuk, ont protesté contre l’expropriation illégale de leurs biens. On dénombre environ 7000 extorsions de propriété de chrétiens à Bagdad depuis 2003.
En décembre 2017, l'État islamique a été chassé d'Irak , mais plus de 120 000 chrétiens sont toujours déplacés.

## Diocèses et Éparchies
L'Église catholique en Irak est organisée en 17 circonscriptions ecclésiastiques rassemblées en cinq juridictions territoriales distinctes et superposées (l'Église latine et quatre Églises catholiques orientales) ,:
- Église latine : 
  - Archidiocèse de Bagdad des Latins
- Églises catholiques orientales :
  - Église catholique chaldéenne (Cette église utilise le rite syrien-oriental de la langue liturgique semblable à l'araméen, la langue parlée en Israël à l'époque de Jésus-Christ) :
    - Patriarcat de Babylone pour les chaldéens
    - Archéparchie de Bagdad des Chaldéens
      - Éparchie d'Alquoch
      - Éparchie d'Amadiyah et Zakho
      - Éparchie d'Aqra

    - Archéparchie d'Erbil des Chaldéens
    - Archéparchie de Bassorah
    - Archéparchie metropolitaine de Kirkouk et Sulaimaniya
    - Archéparchie de Mossoul des Chaldéens

  - Église catholique syriaque (rite syrien-occidental) :
    - Archéparchie de Bagdad des Syriaques
    - Archéparchie de Mossoul des Syriaques
    - Exarchat patriarcal de Bassorah et du Golfe

  - Église catholique arménienne (rite arménien) : 
    - Archéparchie de Bagdad des arméniens

  - Église grecque-catholique melkite : 
    - Exarchat patriarcal d'Irak

## Relation diplomatique du Vatican en Irak
Depuis le XIXe siècle, il existe dans le pays une délégation apostolique de Mésopotamie, du Kurdistan et d' Arménie Mineure, qui est devenue la délégation de l'Irak d'après-guerre. 

### Délégués apostoliques
- Henri-Marie Amanton (pl), OP † (25 mai 1860 - démissionne avant le 7 mars 1865);
- Nicolás Castells (de), OFMCap. † (23 novembre 1866 - 7 septembre 1873, décédé);
- Zaccaria Fanciulli, OFMCap. † (7 septembre 1873 a succédé 15 - au 4 novembre 1873, décédé);
- Eugène-Louis-Marie Lion, OP † (13 mars 1874 - 8 août 1883, décédé);
- Henri-Victor Altmayer, OP † (4 avril 1884 17 - 28 août 1902 ?, démission);
- Désiré-Jean Drure, OCD † (5 mars 1904 - 28 mai 1917, décédé);
- François Berré (en), OP † (19 septembre 1922 - 4 mai 1929, décédé);
- Antonin Drapier, OP † (23 novembre 1929 - 19 novembre 1936, nommé délégué apostolique en Indochine (en));
- Georges-Marie de Jonghe d'Ardoye † (16 octobre 1938 - 6 juillet 1947, nommé délégué apostolique en Indonésie (en));
- Armand Blanquet du Chayla (en), OCD † (démission le 20 novembre 1948 - 17 septembre 1964);
- Paul-Marie-Maurice Perrin † (31 juillet 1965 - 14 octobre 1966);

### Nonces apostoliques
Le 26 août 1966, le Saint-Siège et l’Irak établissent des relations diplomatiques. La nonciature apostolique d'Irak (en) a été créée le 14 octobre 1966 avec le bref Quantum Utitatis du pape Paul VI.
- Paul-Marie-Maurice Perrin † (14 octobre 1966 - 6 janvier 1970, nonce apostolique nommé en Éthiopie (en));
- Paolo Mosconi (en) † (11 avril 1970 - retraité en mai 1971);
- Jean-Édouard-Lucien Rupp † (8 mai 1971 - 13 juillet 1978, nommé observateur permanent du Saint-Siège auprès de l'Office des Nations unies et des institutions spécialisées à Genève);
- Antonio del Giudice (en) † (22 décembre 1978 - 20 août 1982, décédé);
- Luigi Conti † (19 novembre 1983 - 17 janvier 1987, nommé nonce apostolique en Équateur (en));
- Marian Oleś † (28 novembre 1987 - 9 avril 1994, nommée nonce apostolique au Kazakhstan (en), au Kirghizistan (en) et en Ouzbékistan (en));
- Giuseppe Lazzarotto (23 juillet 1994 - 11 novembre 2000 nommé nonce apostolique en Irlande (en));
- Fernando Filoni (17 janvier 2001 - 25 février 2006, nommé nonce apostolique aux Philippines (en));
- Francis Assisi Chullikatt (29 avril 2006 - 17 juillet 2010, nommé observateur permanent du Saint-Siège auprès de l'Organisation des Nations unies);
- Giorgio Lingua (4 septembre 2010 - 17 mars 2015, nommé nonce apostolique à Cuba (en));
- Alberto Ortega Martín, depuis le 1er août 2015.

## Institutions
En 2009, dans la capitale Bagdad, il y avait soixante-cinq églises chrétiennes, en plus des couvents. Environ la moitié des églises sont catholiques;

## Ecclésia

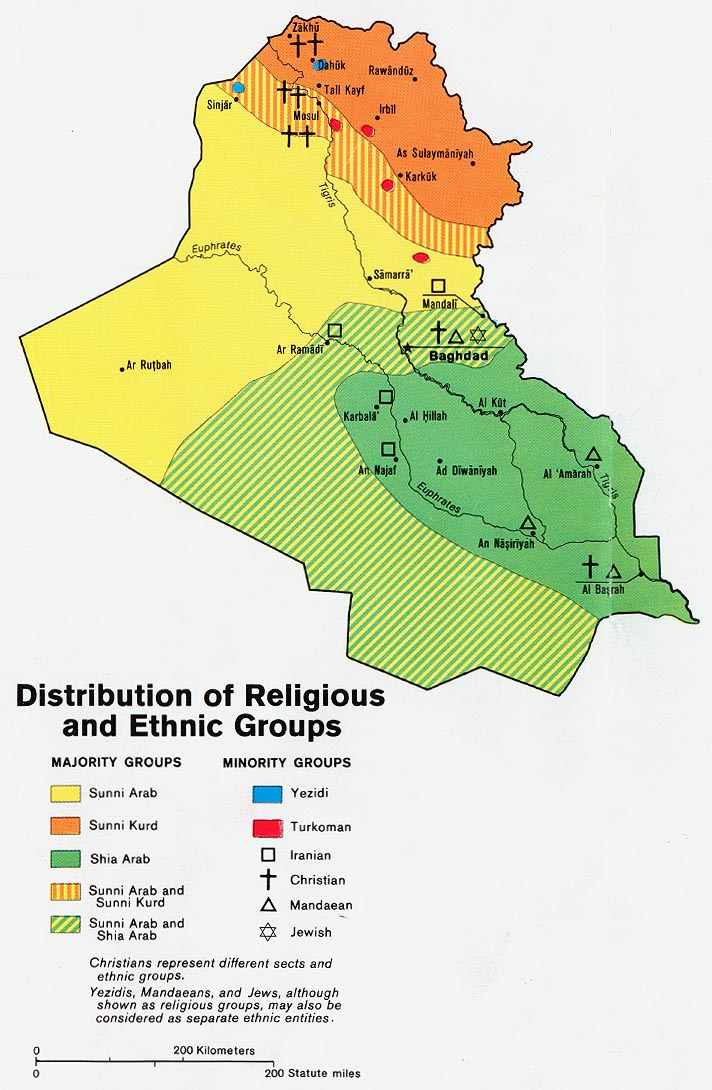
Religions en Irak

Dans une population de 39 millions d'habitants où 95-98% appartiennent à l'Islam, les chrétiens forme une communauté religieuse minoritaire de 400 0000 fidèles (1,6 %) dont 300 000 catholiques (0,95 %), puis les orthodoxes (0,5 %) et enfin les protestants (0,03 %).
Avant la guerre d'Irak commencée en 2003, les chrétiens étaient 1,5 million (6 %). 
En 2010, les chrétiens n'étaient plus que 800 000 (4 %), dont 662 000 catholiques, à savoir : 600 000 chaldéens (3 %), 47 000 syriaques (90 000 en 2010), 6 000 latins, 5 000 arméniens, 3 000 melkites, 1 000  maronites. 
Les Orthodoxes étaient 197 000, à savoir : 150 000 apostoliques assyriennes , 40 000 syriaques orthodoxes, 4 000 apostoliques arméniennes et 3 000 grecs-orthodoxes. 
Les Protestants étaient 1 000. 
Entre 2003 et 2015, un certain nombre de chrétiens se sont enfuis en Syrie, en Jordanie, au Liban ou les pays occidentaux, faisant chuter de 66 % le nombre de chrétiens en Irak (80 % depuis 1990). 
Les chrétiens en Irak vivent principalement dans les grandes villes : Bagdad, Bassorah, Erbil, Dohouk, Zakho et Kirkouk, ainsi que dans des villes et des régions assyriennes telles que les plaines de Ninive au nord comme Mossoul.